# La Nonne et les Sept Pécheresses
Pour plus de détails, voir Fiche technique et Distribution.
La Nonne est les Sept Pécheresses (Io monaca... per tre carogne e sette peccatrici) est un film italo-ouest-allemand sorti en 1972, réalisé par Ernst von Theumer.

## Synopsis
Sœur Maria visite souvent une prison de femmes dans un pays du Moyen-Orient. Elle suggère de faire sortir quelques filles dans son couvent. Les prisonnières trompent la surveillance et se déguisent en religieuses pour s'enfuir, se rendant dans la luxueuse demeure des frères Schultz, sur le conseil d'une amie, Nadia. Bob Schultz profite de la situation pour vendre les fugitives, la sœur et Nadia à un jeune prince. Après quelques bousculades dans leur demeure, les deux frères Schultz découvrent la cachette du trésor du prince. Jeff en profite aussi et libère les femmes. Dans la bagarre qui s'ensuit dans le château du prince, le prince lui-même, ses serviteurs et plusieurs des filles sont tués. Même sœur Maria, qui en vient à tuer Bob, meurt ensuite. Jeff et deux des filles parviendront seuls à s'échapper du lieu du massacre.

## Fiche technique
- Titre français : La Nonne et les Sept Pécheresses[2]
- Titre original italien : Io monaca...per tre carogne e sette peccatrici
- Titre allemand : Ich, die Nonne und die Schweinehunde ou Die Rache der geschändeten Frauen
- Réalisation : Ernst von Theumer
- Scénario : Sergio Garrone
- Photographie : Umberto Galeassi
- Montage : Cesare Bianchini
- Musique : Elsio Mancuso, Berto Pisano
- Costumes : Daniela Lazzaretti
- Production : Sergio Garrone
- Sociétés de production : Euram Films, Globe Film
- Pays de production :  Italie -  Allemagne de l'Ouest
- Langue originale : italien
- Genre : thriller érotique, action, women in prison
- Durée : 94 min
- Format : 2,35:1
- Dates de sortie :
  - Italie : 25 mai 1972
  - Allemagne de l'Ouest : 18 octobre 1973
  - France : 17 septembre 1975

## Distribution
- Tony Kendall : Jeff
- Monica Teuber : sœur Maria
- William Berger : Bob Shultz
- Gordon Mitchell : El Kadir
- Vonetta McGee : Nadia
- Margareth Rose Keil : Gail
- Roberto Messina : Conrad Hilton
- Nuccia Cardinali (sous le pseudo de Karen Carter) : Inga
- Ivana Novak : Liane Leclair
- Felicita Fanni
- Cristina Thorn
- Patrizia Barbot (sous le pseudo de Linda Fox)
- Mara Krupp
- Rebecca Mead